# Viticulture en Slovénie

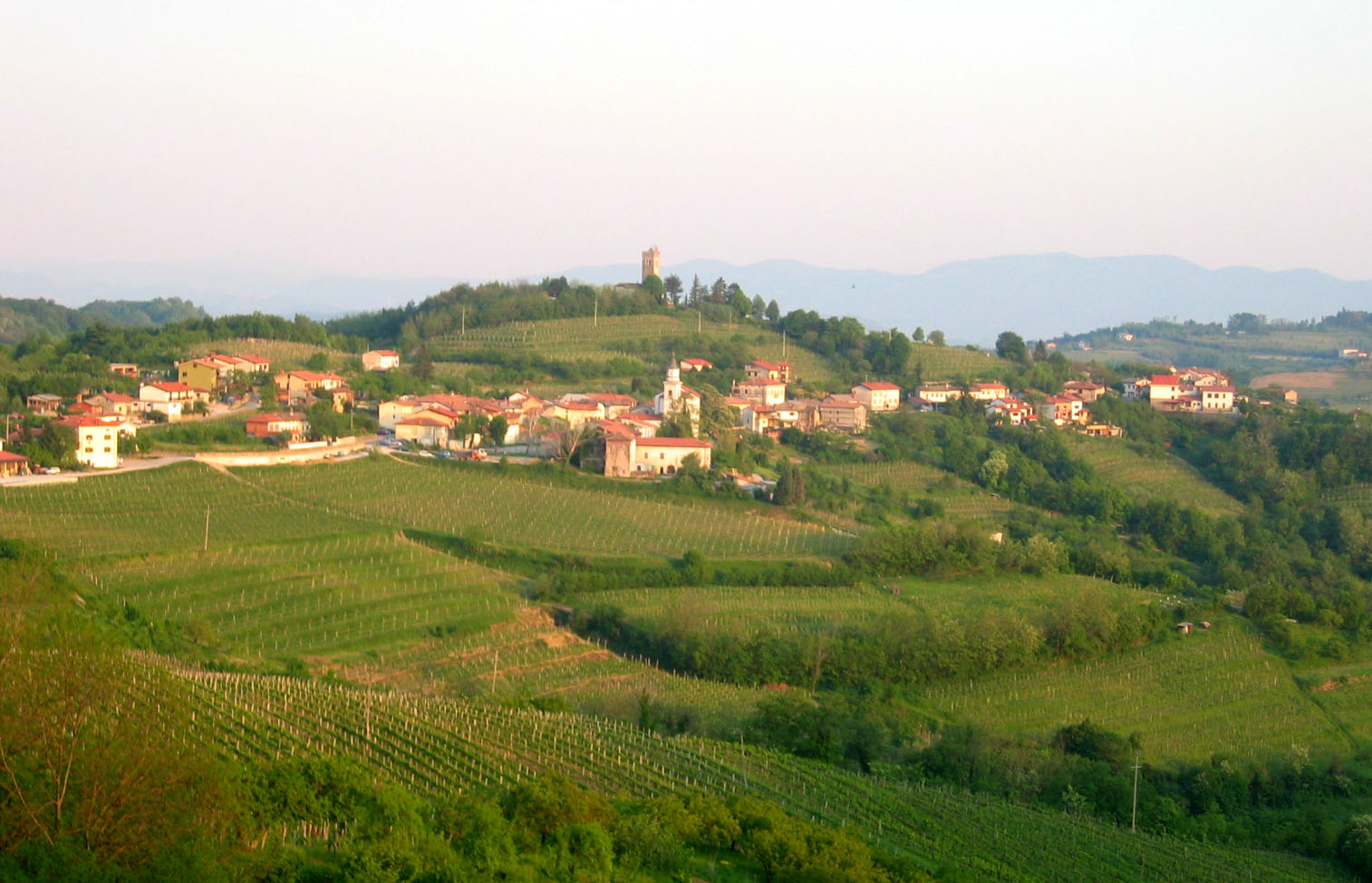
Vignoble de Hum, dans la région de Goriska Brda

La viticulture en Slovénie existe depuis l'époque des Celtes et des tribus illyriennes, longtemps avant que les Romains ne développent des vignobles en Gaule, dans la péninsule ibérique et en Germanie. Elle a fait de très rapides progrès après l'effondrement de la Yougoslavie indépendante. Aujourd'hui la Slovénie est l'une des plus prospères régions viticoles d'Europe centrale.

## Histoire

### Antiquité

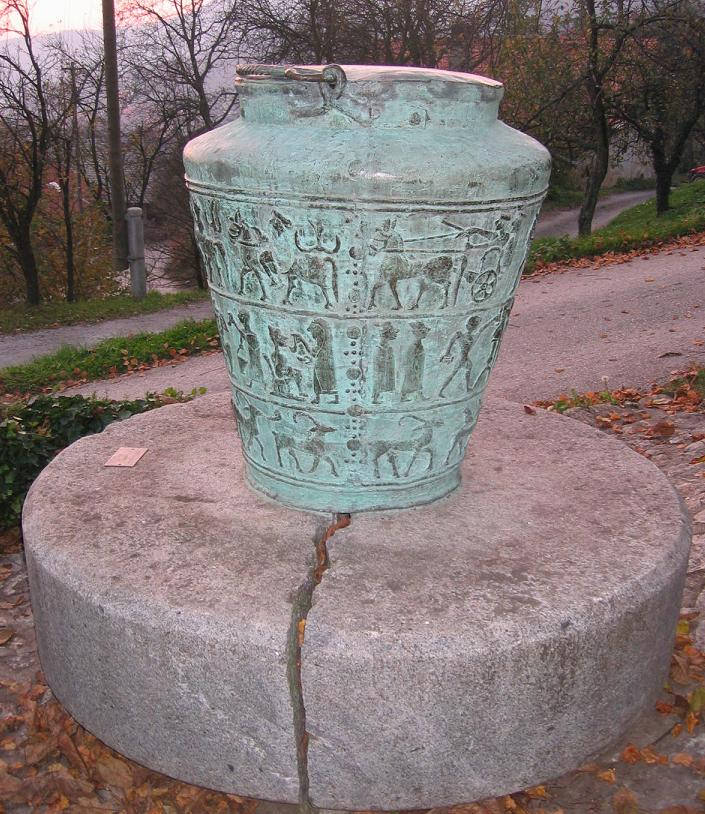
Copie agrandie de la situle de Vače (Slovénie)

Les recherches archéologiques ont mis en évidence que du vin était élaboré en Slovénie avant la colonisation romaine. La situle de Vaska, un vase celtique (VIe siècle av. J.-C.) découvert à Vače, village de la commune de Litija, est ornée de scènes célébrant le vin. Mais l'expansion de la viticulture est le fait des Romains. Tacite mentionne au cours du Ier siècle que Petovia (aujourd'hui Ptuj) produit du vin. Les fouilles archéologiques ont exhumé des amphores, des gobelets et des verres, indices d'une production et d'un commerce en plein essor. Les invasions de la Slovénie par les Slaves de steppes russes (VIe siècle) puis par les tribus hongroises (du IXe au XIe siècle) ont été fatales à la viticulture.
Pourtant les Slaves connaissaient le vin. Une légende slovène a trait à un déluge et à ses survivants. Un des rescapés se sauva en grimpant sur une vigne arbustive plantée sur une haute colline et touchant le ciel. Kurent, un des dieux slaves auquel la vigne était consacrée, fut pris de pitié et ordonna aux eaux de se retirer. L'homme sauvé dut jurer à Kurent, pour lui et tous ses descendants, qu'il cultiverait et vénèrerait pour jouir de leurs fruits, deux plants divins, le raisin et le sarrasin.

### Moyen Âge
L'usage du vin redevint courant après la christianisation des Slaves et se généralisa au XIIe siècle, après le reflux des tribus hongroises vers l'est et la libération de la Styrie et du Prekmurje, terroirs viticoles idéaux. La pratique de la vinification fut réintroduite par les franciscains dans la région de Podravska.

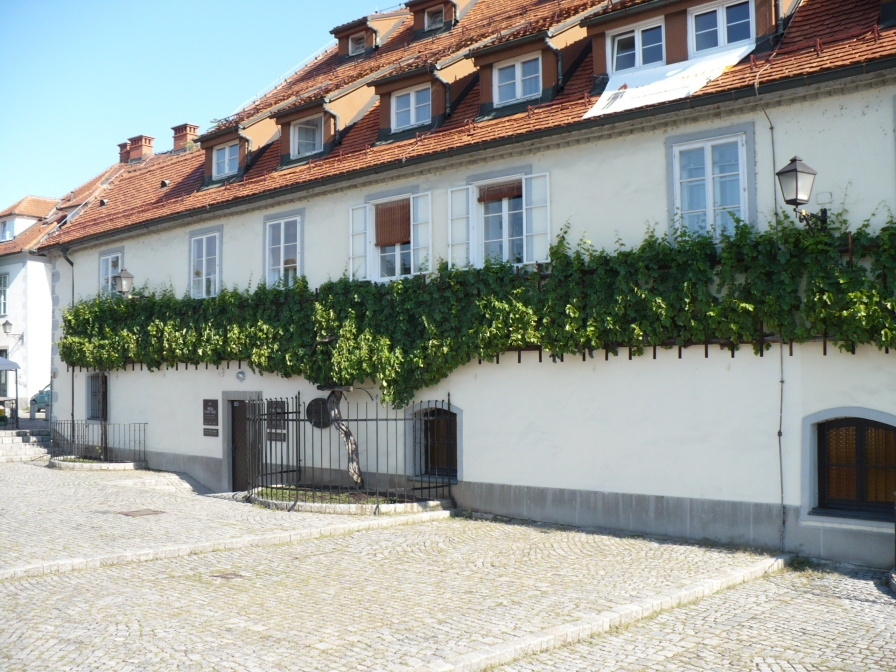
La stara trta de Maribor en 2007

La stara trta de Maribor, plantée au XVIe siècle, est la plus vieille vigne du monde. Elle est située à Lent, un quartier du centre historique de Maribor, sur les rives de la Drave.
Deux gravures, datées de 1657 et 1681, sont conservées dans les archives régionales de la Styrie à Graz et au Musée régional de Maribor ; elles montrent la vigne. Sur les deux gravures figure une maison, à droite de la porte de la ville, avec une pergola couverte de vigne qui occupe toute sa façade sud. C'est la preuve qu'en 1657 cette vigne arbustive avait au moins cent ans.
En 1972, le professeur Rihard Erker, dendrologue du département des forêts de la Faculté biotechnique de Ljubljana, a effectué un relevé indiquant un âge d'au moins 350 voire 400 ans. Cette datation a été confirmée par une seconde expertise confiée à des spécialistes français. Le cépage de cette vigne, du bleu de Franconie, est l'un des plus anciens de Slovénie.

### Période moderne et contemporaine

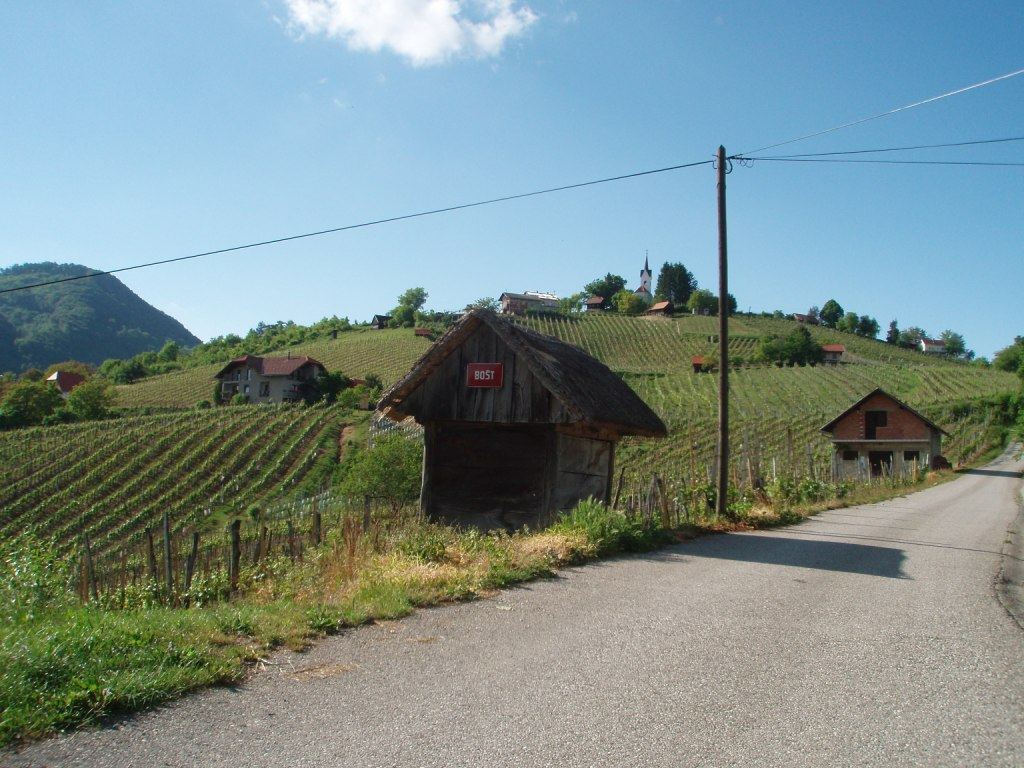
Cabane de vigne en Slovénie, près de Bizeljsko à Brežice

Les premiers terroirs viticoles furent touchés par le phylloxéra en 1860 dans la région de Brežice. Suivirent les vignobles de Kapela, d'Izola et de Piran. En 1886, ce fut au tour des vignobles de Haloze, puis en 1900, de la moitié de ceux de Slovenske Gorice.
Avant l'épidémie, la Slovénie cultivait aux environs de 51 000 hectares. Le phylloxéra poussa à la faillite de nombreux producteurs qui furent contraints de quitter leurs terres ; certains choisirent d'émigrer aux États-Unis. La majorité des vignobles abandonnés n'ont jamais été replantés et le pays, avant la Seconde Guerre mondiale, ne comptait plus que 38 000 hectares de vignes.
Bien que la viticulture connût un renouveau dans les années 1950, il se fit par la quantité au détriment de la qualité, d'autant que les vins locaux étaient concurrencés par ceux encore moins chers provenant de Grèce, Roumanie, Bulgarie, Macédoine et Serbie qui inondaient le marché.

## Vignoble

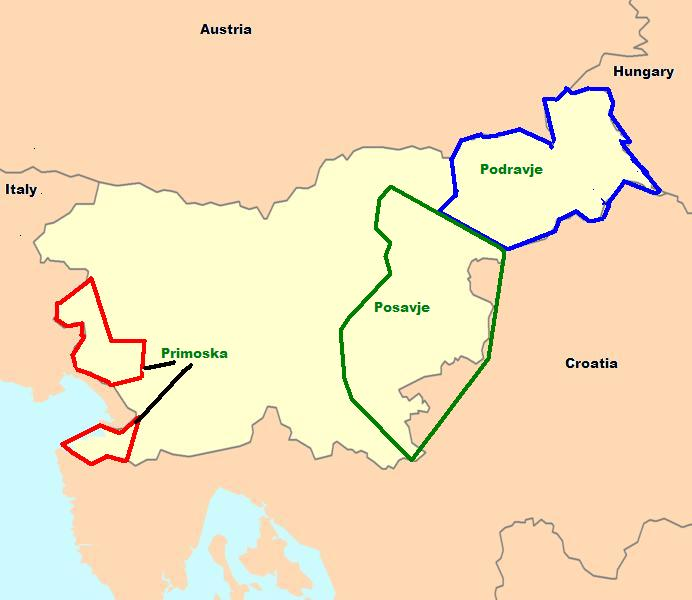
Régions viticoles de Slovénie

La Slovénie est divisée en trois régions viticoles : la vallée de la Drave (Podravje), la vallée de la Save (Posavje) et la Primorska, région de la côte adriatique. Elles se subdivisent en fonction du terroir et de ses éléments constitutifs (climat, sols, etc.) en neuf sous-régions : Goriška Brda, Vipavska dolina, Kras, Istra, Bela krajina, Dolenjska, Bizeljsko, Štajerska et Prekmurje.

### Vallée de la Drave (Podravje)
Dans cette région les vins blancs sont majoritaires, le plus souvent élaborés à base de furmint et de riesling. Les autres cépages sont le traminer, le chardonnay, le sauvignon blanc et le pinot gris. Les vins de la vallée de la Drave sont traditionnellement demi-secs ou doux. La vallée est divisée en deux grands secteurs viticoles : Štajerska et Prekmurje.

#### Štajerska

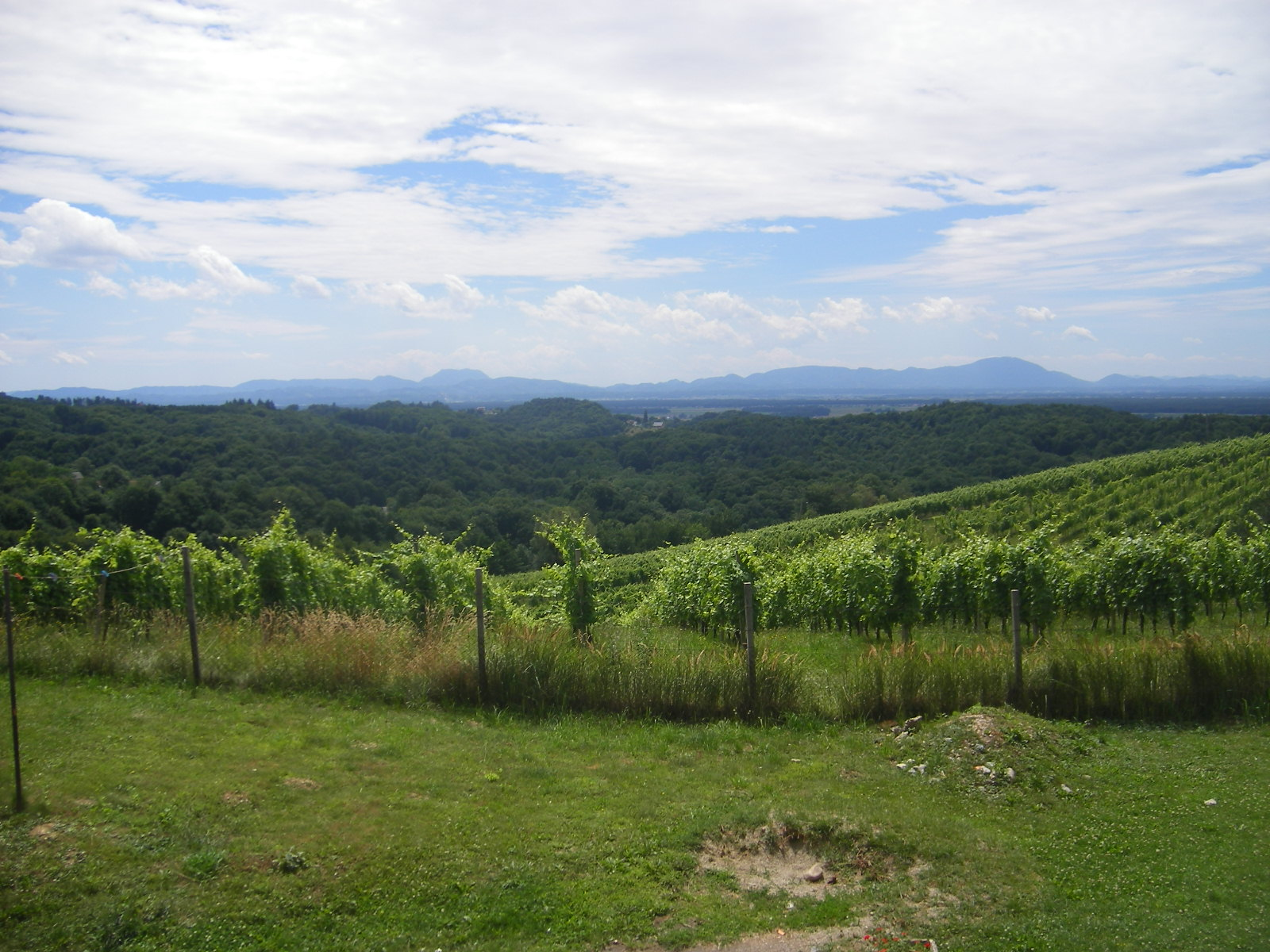
Vignoble sur les pentes de Pohorje

##### Vignoble de Maribor
Le vignoble de Maribor couvre 5 554 hectares et produit des vins blancs et rouges. Il se subdivise en deux sous-ensembles. Au nord, entre la Drave et la frontière autrichienne, sur des roches éruptives, s'étirent les vignes de la montagne de Kozjak et des hautes collines slovènes. Au sud, les pentes de Pohorje, dont les roches métamorphiques sont les plus anciennes, géologiquement parlant, de la Slovénie, donnent un caractère spécifique aux vins et des arômes particuliers. Ces vins blancs sont harmonieux, légers et frais avec un bouquet prononcé, surtout dans leur jeunesse.

##### Vignoble de Radgonska
Les 902 hectares du vignoble de Radgonska couvrent les collines s'étendant entre Mura et Ščavnica, incluant Hercegovščak, Police, Črešnjevec et Janžev vrh. Cette région viticole se caractérise par un cépage local, le Ranina blanc, dénommé aussi Ranina Radgonska, car il a été identifié chez un viticulteur de Radgonska, Clotar Bouvier. Le climat alpin domine avec des étés frais et un air humide, dans la plaine pannonienne où règne un climat continental aux étés secs et chauds joints à des hivers rigoureux. Ce type de climat, joint à des sols sableux, marneux et argileux, donne des saveurs et des arômes prononcés aux vins. Le chardonnay est le cépage de base du mousseux Radgonska Penina.

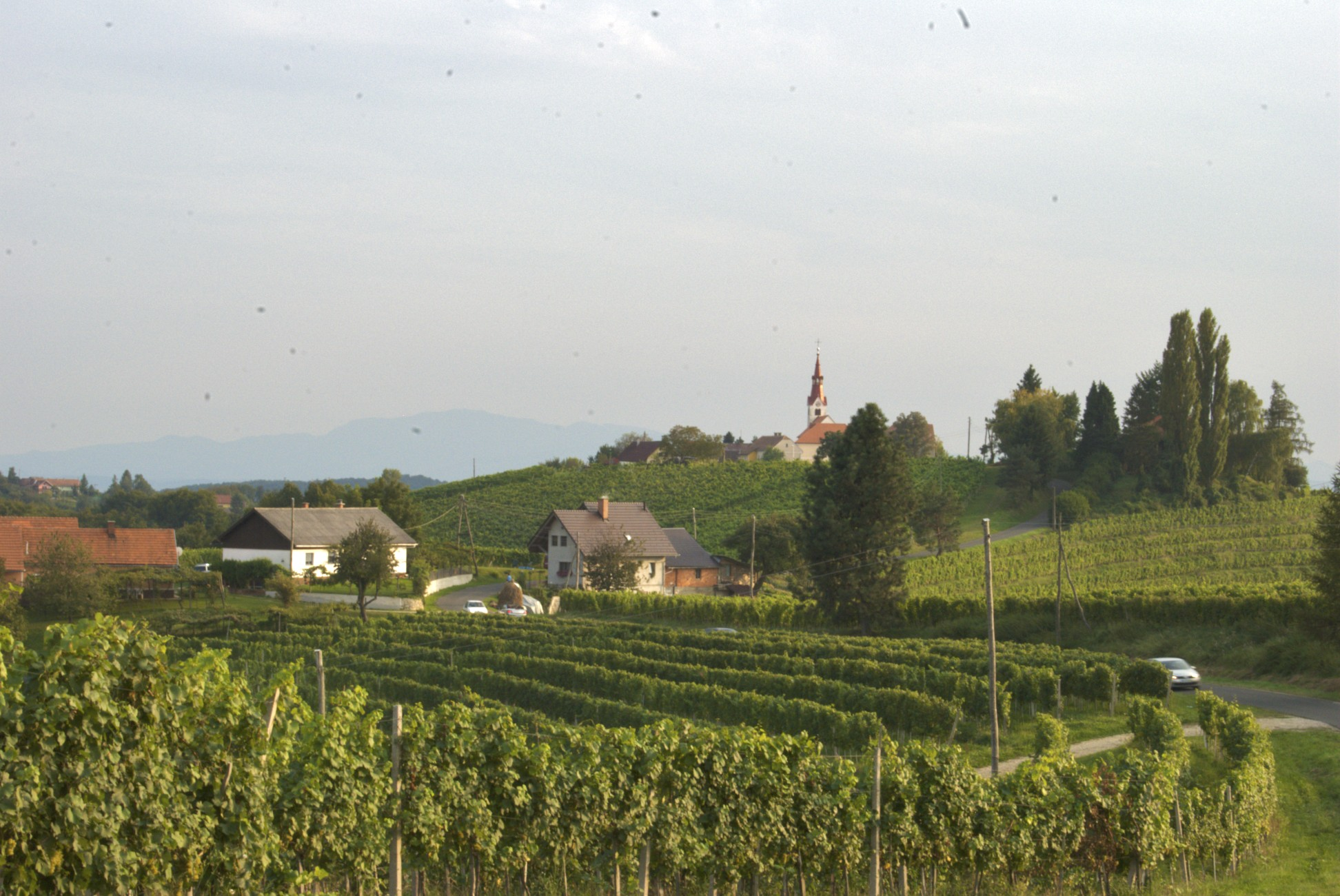
Vignoble de Jeruzalem (Ljutomer)

##### Vignoble de Srednje Slovenske gorice
Ce vignoble de 943 hectares produit des vins blancs et des vins rouges.

##### Vignoble de Ljutomer-Ormož
Ce vignoble de 1 820 hectares est producteur de vins blancs et rouges.

##### Vignoble de Haloze
Le vignoble qui s'étend sur 2 381 hectares donne un vin blanc au bouquet riche, plein de goût et d'harmonie avec une robe brillante. La belle fraîcheur de sa jeunesse, aux arômes floraux, évolue ensuite vers un vin très riche en prenant de l'âge.

#### Prekmurje
Cette région viticole, située sur la rive gauche de la Mur, entre les frontières autrichienne et hongroise, est traversée par la plaine de Prekmurje, ce qui permet de subdiviser les 524 hectares de son vignoble en deux sous-ensembles, les collines de Goričko et celles de Lendava.

##### Vignoble des collines de Goričko
Dans la partie septentrionale de la Slovénie, la plaine de Pannonie se plisse en collines à Goričko. Les méthodes de culture traditionnelles en petites parcelles y restent en vigueur, d'où un travail acharné et peu rémunérateur qui permet pourtant de tirer la quintessence de ce vignoble.
Les vins de Goričko ont depuis longtemps gagné une renommée internationale. En 1840, Les cuvées produites par Kančevci Malačič furent même proclamées meilleur vin de l'Europe centrale par la Cour de Vienne.

##### Vignoble des collines de Lendava
Le vignoble, qui jouxte la frontière avec la Hongrie, couvre les collines entre Kobilje et Lendava. Long de neuf kilomètres et s'étageant entre 265 à 328 mètres, il a une superficie de 489 hectares.
Sur ces deux terroirs, les vins les plus renommés proviennent de la commune de Lendava et de ses villages Čentiba et Dolga, de Dobrovnik et de son village de Strehovcih, de Kobilje ainsi que de Bodonci et Kuštanovci, villages de Puconci. Les meilleurs terroirs se trouvent sur des pentes très raides où les vignes et leurs raisins sont exposés au soleil du matin au soir. Le Riesling qui y est cultivé y acquiert une grande qualité.

### Littoral slovène(Primorska)
Les collines de Brda à Kras forment les régions du Frioul et la continuation des vignobles italiens de Collio Goriziano et Carso (DOC). Le chardonnay, le sauvignon blanc, le pinot gris, la malvoisie et la rebula sont parfaitement adaptés à ces terroirs. Les vins rouges sont élaborés à base de cabernet sauvignon, merlot et pinot noir mais le rouge traditionnel est vinifié à base de refosco, l'acidité de ce cépage étant un révélateur d'arômes.

#### Goriška Brda

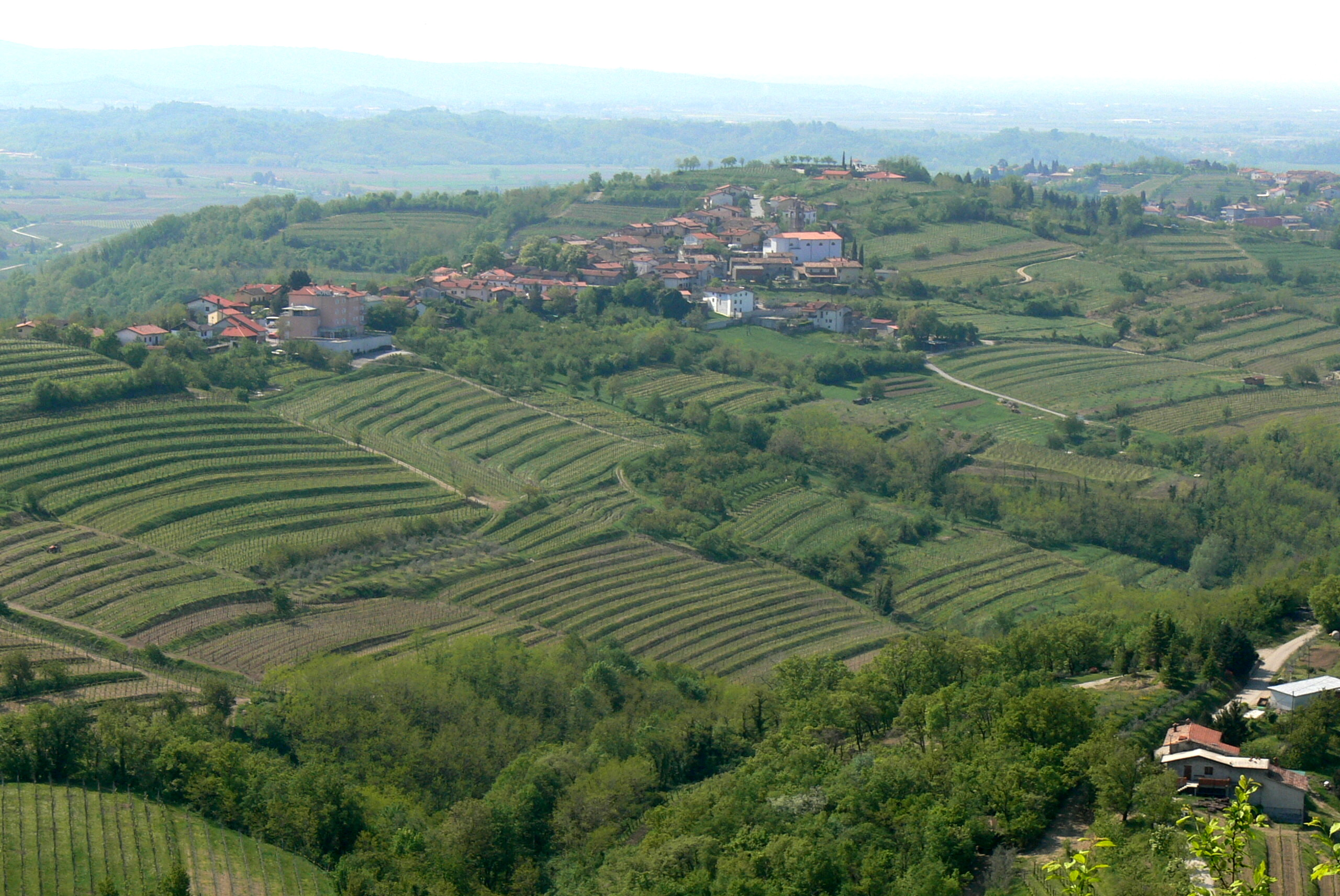
Le vignoble de Šmartno (Brda)

Dans la partie occidentale de la Slovénie, sur 72 km2, s'étend le vignoble de Brda qui jouxte la frontière marquée au sud-est par la rivière de la Soca et d'Idrija, au nord-ouest. Il se termine sur les collines de Sabotin à l'est et de Korada au nord.
Le terroir viticole de Brda, où vivent environ six mille personnes,  descend vers le sud de la plaine du Frioul et jouit d'un climat méditerranéen. Dans cette région de production fruitière (cerises, pêches, abricots, olives, figues, châtaignes), les raisins sont vendangés à la Saint Martin pour fournir un vin doux.

#### Vipavska dolina

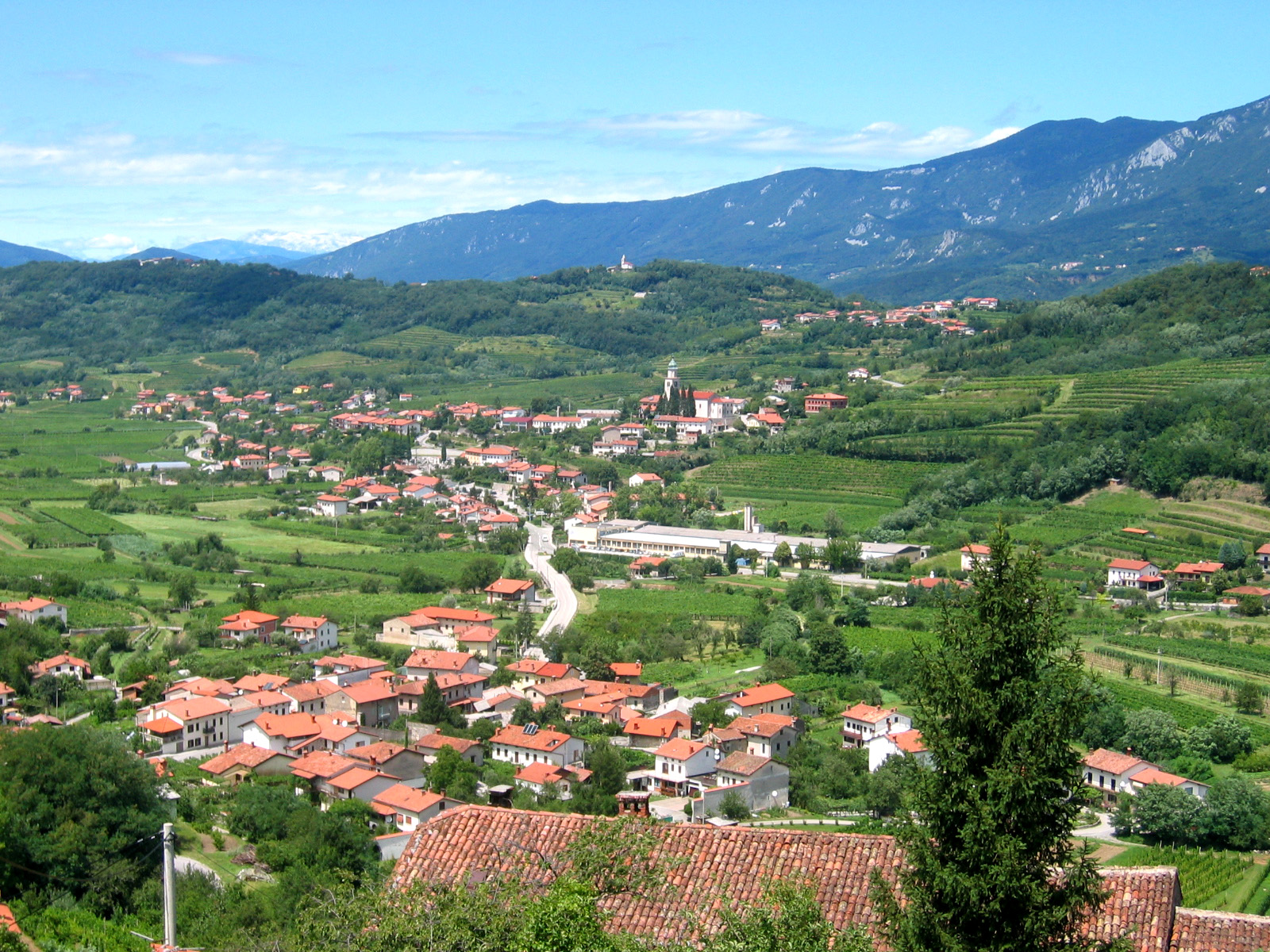
Le village de Branik dans la vallée de Vipava

Entre le Karst et la forêt de Trnovo, le vignoble de la vallée de Vipava, au climat doux et aux sols marneux, donne les vins doux, marqués par leur élégance et leur bouquet persistant où se retrouvent des notes de fruits. Les vignes s'étendent sur plus de 2300 hectares. On y trouve essentiellement les cépages Ribolla, Riesling, Chardonnay, Sauvignon, Pinot Gris, Muscat, Malvasia, Merlot, Cabernet Sauvignon et Barbera. Les récompenses obtenues par ces vins sont une garantie de leur qualité.

#### Kras
Ce vignoble, d'une altitude moyenne de 300 mètres, se situe entre le golfe de Trieste et la vallée de la Vipava. Son climat méditerranéen à tendance continentale, son sol riche en silicates et en fer (terra rossa), donne au vin sa spécificité : forte acidité, fruité et ekstract élevé.
Le vignoble du Karst couvre 700 hectares. Le Refosco, cépage le plus répandu, donne les vins Teran. D'autres variétés sont cultivées (20 %) dont le Sauvignon, le Chardonnay, la vitovska grganja, le Merlot et le Cabernet Sauvignon. C'est ici qu'a été installée la maison du vin Karst Teran.

#### Istra
Les collines le long de la côte slovène, de Trieste à Piran, sont recouvertes par plus de 2400 hectares de vignes. Ce terroir, au climat méditerranéen, fournit des conditions idéales pour la vigne et donne des vins particulièrement fruités et floraux. Les cépages les plus cultivés sont la Malvoisie, le Chardonnay, le Muscat, le Refosco, le Merlot, le Cabernet Sauvignon, ainsi que le Sauvignon, le Pinot Noir et la Syrah.

### Vallée de la Save (Posavje)
Cette zone est située dans le sud de la Slovénie, à la frontière avec la Croatie. La vallée de la Save produit essentiellement des vins de table.

#### Bela krajina
Les vignobles de Bela Krajina s'étendent, sur 1460 hectares, entre les pentes sud du Gorjanci jusqu'à Črmošnjice. Ils se subdivisent en deux sous-districts : Metlika et Črnomelj. Le climat de climat continental chaud reste favorable à la vigne. Les masses d'air chaud qui s'engouffrent dans les vallées des rivières de Sotla, Kolpa, Krka et Temenica, sont mêlées à l'air froid et humide de la forêt. Ces conditions climatiques exigeantes donnent au vin ses caractéristiques. Bien vinifiée, issue des meilleurs terroirs de la région, la vendange permet d'obtenir des vins blancs de qualité supérieure.
Les cépages blancs les plus courants sont Kraljevina, Riesling, Sylvaner, locaux Ranina, Pinot Blanc, Chardonnay, Sauvignon, Kerner, Renn Riesling, et Muscat. Le vin typique de ce terroir est le Metliška črnina, élaboré à base de žametovka, Frankinja, šentlovrenka, portugalka et gamay. D'une acidité faible, il possède un bouquet spécifique caractérisé par des notes de baies des bois. Les bons millésimes sont aptes à vieillir et donnent des vins arrondis.

#### Dolenjska
Le terroir viticole de Dolenjska, dans le sud de laSlovénie, s'étend de la partie sud du bassin de Ljubljana à Gorjanci jusqu'à la frontière avec la Croatie. Cette région est traversée par des routes du vins parfaitement balisées.
Le vignoble de Dolenjska couvre 4 275 ha. Les cépages blancs les plus utilisés sont : Kraljevina, Plavec jaune, Riesling, Sylvaner, Ranina local, Pinot Blanc, Chardonnay, Sauvignon, Kerner et Riesling. Les cépages rouges courants sont : portugalka, šentlovrenka, gamay, žametovka, Bleu de Franconie, Zweigelt et Pinot Noir.
C'est ici qu'est élaboré le cviček, un vin rouge vif, agréablement acide, très sec,peu alcoolisé et faible en tanin. Il existe aussi en blanc. Les cépages rouges producteurs sont le žametovka, le Kraljevina, le Frankinja et le šentlovrenka. Peuvent entrer dans la vinification, des cépages blancs tels que le Riesling. Le cviček rouge dégage des arômes de petits fruits rouges (framboise, fraise et mûre). En raison de sa légèreté et sa vivacité, il accompagne de nombreux mets.

#### Bizeljsko
Les vignes du district de Bizeljsko-Sremič couvrent 1670 hectares. Le terroir  est majoritairement composé de calcaire et de marnes sableuses. Le vignoble établi sur des collines ondulantes, jouit d'un mélange de climat alpin et pannonienne avec des précipitations suffisantes. Ce terroir viticole est considéré comme l'un des meilleurs  en Slovénie. Les vins produits sont les bizeljčan blanc et rouge. Le blanc est un vin très agréable de boire sec. Le rouge, peu alcooleux, possède une acidité agréable.
Les principaux cépages blancs cultivés sont la Kraljevina, le Plavec jaune, le Riesling, le Furmint, le Sylvaner, le Rizvanec, le Ranina local, le Pinot Blanc, le Chardonnay, le Sauvignon et le Kerner. Les cépages rouges les plus courants sont : žametovka, Bleu de Franconie, portugalka, šentlovrenka, gamay, Zweigelt et Pinot Noir.

### Cépages
| Les dix principaux cépages en Slovénie en 2003 | Les dix principaux cépages en Slovénie en 2003 | Les dix principaux cépages en Slovénie en 2003 | Les dix principaux cépages en Slovénie en 2003 | Les dix principaux cépages en Slovénie en 2003 |
| Rang                                           | Cépage                                         | Couleur                                        | Synonyme                                       | Superficie (%)                                 |
| ---------------------------------------------- | ---------------------------------------------- | ---------------------------------------------- | ---------------------------------------------- | ---------------------------------------------- |
| 1                                              | Welschriesling                                 | Blanc                                          | Laški Rizling                                  | 18,1                                           |
| 2                                              | Chardonnay                                     | Blanc                                          |                                                | 7,6                                            |
| 3                                              | Sauvignon Blanc                                | Blanc                                          |                                                | 6,2                                            |
| 4                                              | Refosco                                        | Rouge                                          | Refošk                                         | 5,9                                            |
| 5                                              | Šametovka                                      | Rouge                                          |                                                | 5,6                                            |
| 6                                              | Furmint                                        | Blanc                                          | Šipon                                          | 5,2                                            |
| 7                                              | Ribolla gialla                                 | Blanc                                          | Rebula                                         | 4,9                                            |
| 8                                              | Merlot                                         | Rouge                                          |                                                | 4,9                                            |
| 9                                              | Riesling                                       | Blanc                                          | Renski Rizling                                 | 4,8                                            |
| 10                                             | Pinot blanc                                    | Blanc                                          | Beli Pinot                                     | 3,8                                            |

Les vins de cépage sont majoritairement nommés d'après la variété de raisin, alors que les vins d'assemblage requièrent le nom de leur région de production.
Dans la région viticole de Štajerska les cépages blancs les plus utilisés sont le riesling, furmint, dit Šipon, sylvaner, rizvanec, ranina local, pinot blanc, pinot gris, chardonnay, sauvignon, kerner, traminer, muscat et muscat ottonel. Dans le vignoble de Radgonska s'ajoute le ranina blanc et dans celui de Maribor le welschriesling.
En cépages rouges, la variété la plus courante est le pinot noir sauf dans le vignoble de Haloze qui n'en comporte pas. Les vignobles de Maribor et de Srednje Slovenske gorice comportent en plus bleu de Franconie et žametovka, dans ce dernier s'ajoutent portugalka et gamay.
La région viticole de Prekmurje utilise toute une gamme de cépages blancs : riesling, furmint, sylvaner, rizvanec, ranina local, pinot blanc, pinot gris, chardonnay, sauvignon et kerner. Les principaux cépages rouges sont le bleu de Franconie, le zweigelt et le pinot noir.

### Terroir

#### Sol
Le vignoble slovène est planté sur une très grande variété de sols. Les roches éruptives et métamorphiques composent le terroir viticole de Maribor tandis que celui de Radgonska comporte terrains sableux, marneux et argileux.

#### Climat
Située entre le versant sud des Alpes et les rives de la Méditerranée, la viticulture est soumise à des aléas climatiques qui peuvent faire varier la récolte du simple au double et influencer sur la qualité.
Le climat de l'est de la Slovénie est de type continental. Les mois de juillet et d'août sont les plus chauds alors que le mois de janvier est le plus froid. La température la plus froide jamais relevée est de −17 °C alors que la température la plus élevée est de 37 °C. Des gelées sont possibles du mois d'octobre au mois d'avril. Les mois les plus pluvieux sont les mois de juin à novembre avec plus de 100 mm de précipitations. Les mois les plus secs sont les mois de janvier et février avec environ 30 mm de précipitations.
| Mois                                       | Janv | Fév | Mars | Avr | Mai | Juin | Juil | Août | Sept | Oct | Nov | Déc | Année |
| ------------------------------------------ | ---- | --- | ---- | --- | --- | ---- | ---- | ---- | ---- | --- | --- | --- | ----- |
| Record de température maximale (°C)        | 15   | 21  | 24   | 28  | 35  | 34   | 37   | 30   | 31   | 26  | 20  | 16  | 37    |
| Températures maximales moyennes (°C)       | 4    | 8   | 12   | 16  | 21  | 24   | 26   | 27   | 21   | 15  | 9   | 4   | 16    |
| Températures minimales moyennes (°C)       | -3   | -2  | 2    | 6   | 10  | 14   | 16   | 16   | 11   | 7   | 2   | -2  | 6     |
| Record de température minimale (°C)        | -16  | -16 | -8   | -3  | 3   | 5    | 8    | 5    | 1    | -4  | -11 | -17 | -17   |
| Moyennes mensuelles de précipitations (mm) | 30   | 34  | 54   | 68  | 97  | 123  | 116  | 118  | 100  | 116 | 107 | 84  | 1 047 |

## Types de vin
La Slovénie produit environ 800 000 à 900 000 hectolitres de vin par an, pour une superficie de vignoble de 21 500 hectares. Le vin blanc représente environ 75 % de la production.
En raison de la forte consommation de vin en Slovénie 30 % de la production n'a que le statut de vin de table (namizno vino) mais la plus grande partie de la production vinicole peut postuler à la classification de vin de qualité (vrhunsko). Un nombre croissant de producteurs ont choisi cette voie et leurs vins sont du niveau de ceux de l'Europe de l'Ouest. Nombre de caves peuvent déjà se présenter avec succès dans un concours international. C'est l'objectif non seulement des vins en sélection de grains nobles et vendanges tardives du terroir viticole de Jeruzalem (Ljutomer) mais aussi de tous les autres vins sur l'ensemble de la Slovénie.

## Millésimes
Le XXe siècle a compté sept grands millésimes : 1917, 1942, 1947, 1952, 1958, 1971 et 1983.

## Commercialisation
Presque tout le vin est consommé sur place avec seulement 61 000 hectolitres exportés chaque année principalement vers les États-Unis, la Bosnie-Herzégovine, la Croatie et la République tchèque.

## Structure des exploitations

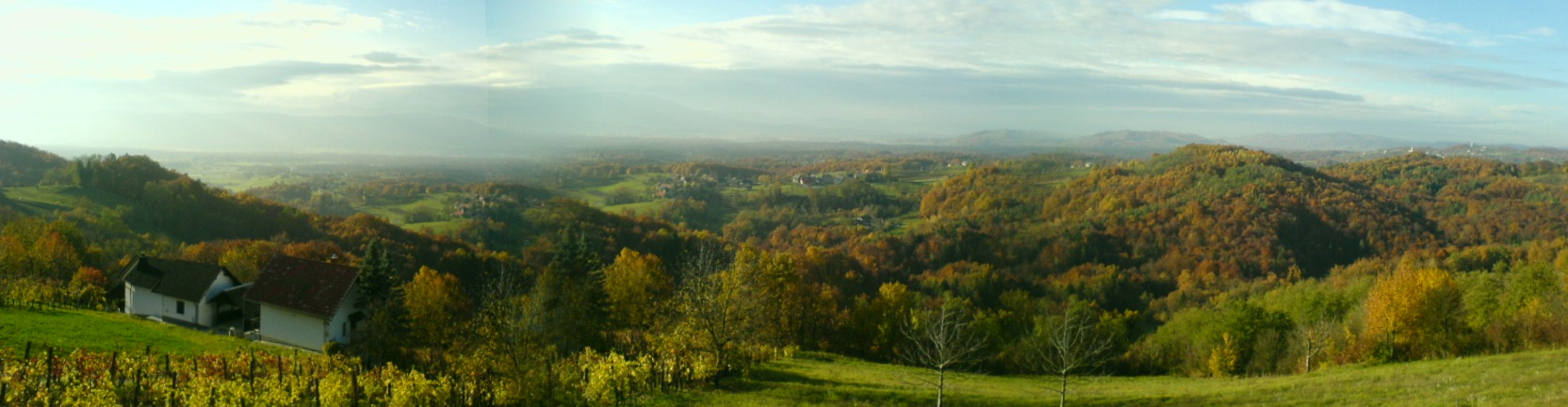
Vignoble et ferme d'un petit producteur slovène

La Slovénie a plus de 28 000 caves de vinification. Le grand nombre de petits producteurs, regroupés dans leurs syndicats Les Vignerons slovènes et l'Association des producteurs est une garantie de la qualité de leurs vins. Ces deux organismes s'imposent et appliquent des règles strictes dans le cadre d'un cahier de charges. Comme dans toutes les appellations d'origine européennes, le choix des cépages à cultiver est adapté à chaque région, de même que les méthodes de vinification et la réglementation de l'étiquetage. Les vins de grande qualité proviennent le plus souvent de lots de 700 à 3000 bouteilles, donc de petits vignobles particulièrement soignés et entretenus par les vignerons.